# الکساندر لینکلن
«الکساندر لینکلن» (زاده ۲۱ ژانویه ۱۹۹۴) بازیگر بریتانیایی است که بیشتر به خاطر ایفای نقش جیمی تیت در فصل ۲۰۱۹–۲۰۲۱ سریال امردیل و همچنین با نقش مارک نیوتن در فیلم ۲۰۲۲ عاشقانه درام «ازکنار» شناخته شده‌است.

## زندگی شخصی
لینکلن در ژانویه ۲۰۲۳ در اینستاگرام اظهار داشت که دگرجنس‌گرا نیست.

## فیلم‌شناسی
| سال  | عنوان                            | نقش        | یادداشت                                        |
| ---- | -------------------------------- | ---------- | ---------------------------------------------- |
| ۲۰۱۴ | Sun in the Night                 | دکتر       | فیلم کوتاه؛ به عنوان الکس لینکلن شناخته می‌شود. |
| ۲۰۱۵ | Wander                           | نواه       | فیلم کوتاه؛ به عنوان الکس لینکلن شناخته می‌شود. |
| ۲۰۱۵ | The Song Plays On                | جان جوان   | فیلم کوتاه؛ به عنوان الکس لینکلن شناخته می‌شود. |
| ۲۰۱۶ | Infinite                         | ولفی       | فیلم کوتاه؛ به عنوان الکس لینکلن شناخته می‌شود. |
| ۲۰۱۶ | Recall                           | Sal        | فیلم کوتاه؛ به عنوان الکس لینکلن شناخته می‌شود. |
| ۲۰۱۷ | Red Light                        | آدام       | به عنوان الکس لینکلن                           |
| ۲۰۱۸ | How Was Work?                    | دنیل       | فیلم کوتاه                                     |
| ۲۰۱۸ | Ilford Lane                      | آدام       | فیلم کوتاه                                     |
| ۲۰۱۸ | Degenerates                      | مرد جوان   |                                                |
| ۲۰۱۹ | As I Am                          | کنر        |                                                |
| ۲۰۲۱ | Emmerdale                        | جیمی تیت   | ۳۰۰ قسمت                                       |
| ۲۰۲۲ | In from the Side                 | مارک نیوتن |                                                |
| ۲۰۲۲ | Everything I Know About Love     | Rege       | ۴ قسمت                                         |
| ۲۰۲۲ | The Fence                        | وین پیکت   |                                                |
| ۲۰۲۲ | Inland                           | تام        |                                                |
| TBA  | My Dreams Have Been Dark of Late | شوالیه     | فیلم کوتاه                                     |
| TBA  | Gods Among Us                    | ثور        |                                                |
| TBA  | Aurora                           | جیکوب      |                                                |

## جوایز و نامزدها
| سال  | جایزه                   | دسته‌بندی          | کار              | نتیجه    | مرجع. |
| ---- | ----------------------- | ----------------- | ---------------- | -------- | ----- |
| ۲۰۲۱ | Inside Soap Awards      | Best Villain      | Emmerdale        | نامزدشده | [ ۴ ] |
| ۲۰۲۲ | FilmOut Festival Awards | بهترین بازیگر مرد | In from the Side | برنده    | [ ۵ ] |